# Bistum Mati
Das Bistum Mati (lat.: Dioecesis Matiensis) ist eine im Süden der Insel Mindanao auf den Philippinen gelegene römisch-katholische Diözese mit Sitz in Mati City. Es umfasst die philippinischen Provinz Davao Oriental.

## Geschichte
Papst Johannes Paul II. gründete das Bistum mit der Apostolischen Konstitution Episcopus Tagamnus am 16. Februar 1984 aus Gebietsabtretungen des Bistums Tagum und unterstellte es dem Erzbistum Davao als Suffragandiözese.
Seit der Bistumsgründung bis zum Oktober 2014 war Patricio Hacbang Alo erster Ortsordinarius.